# Белият слон
Белият слон (на украински: Білий слон) е изоставена астрономическа обсерватория и метеорологична станция в Ивано-Франковска област, Украйна.
Разположена е на връх Пип Иван, на около 50 м от границата с Румъния, в Карпатите. В Румъния Пип Иван е пешеходен граничен планински район, в Карпатите,  на около 100 м от границата с Украйна. Построена е през 1936-1938 година от Полша - по онова време областта е на нейна територия. Сградата е изоставена в началото на Втората световна война.